# Berlin (Schiff, 1909)
Die Berlin war ein Passagierschiff des Norddeutschen Lloyd (NDL), das im Liniendienst von 1909 bis 1914 die Strecke New York – Neapel – Genua bediente. Im Zuge des Ersten Weltkriegs legte sie 1914 als Hilfskreuzer eine Seeminensperre, in der ein modernes britisches Großkampfschiff sank. Ohne Erfolg im Handelskrieg, musste sie sich schließlich im norwegischen Trondheim internieren lassen. Nach dem Krieg wurde das Schiff an Großbritannien zwangsausgeliefert und kam unter dem Namen Arabic bis 1930 wieder auf dem Nordatlantik zum Einsatz für die White Star Line und die belgische Red Star Line. Anschließend wurde sie verschrottet.

## Im Dienst des NDL
Die Berlin wurde 1909 auf der Werft AG Weser in Bremen für den NDL gebaut. Sie hatte zwei Schornsteine, zwei Masten und eine Dienstgeschwindigkeit von 17,5 Knoten. Ausgestattet war sie für 266 Passagiere in der I., 246 in der II. und 2700 Passagiere in der III. Klasse. Am 7. November 1908 wurde die Berlin (II) vom Stapel gelassen und am 25. April 1909 fertiggestellt.
Die Jungfernfahrt ab dem 1. Mai 1909 führte den Dampfer von Bremerhaven nach New York. Schon am 15. Mai verließ die Berlin zum ersten Mal New York Richtung Neapel und Genua. Mit den beiden ursprünglichen Ostasienschiffen König Albert und Prinzess Irene aber auch anderen Schiffen der Barbarossa-Klasse wurde sie von 1909 bis 1914 im Liniendienst von den Vereinigten Staaten ins Mittelmeer eingesetzt. Am 14. Mai 1914 fuhr sie zum letzten Mal von Genua über Neapel nach New York und dann am 4. Juni erstmals von New York zurück nach Bremerhaven. Am 18. Juli 1914 machte sie ihre letzte Reise für den NDL.

## Kriegseinsatz

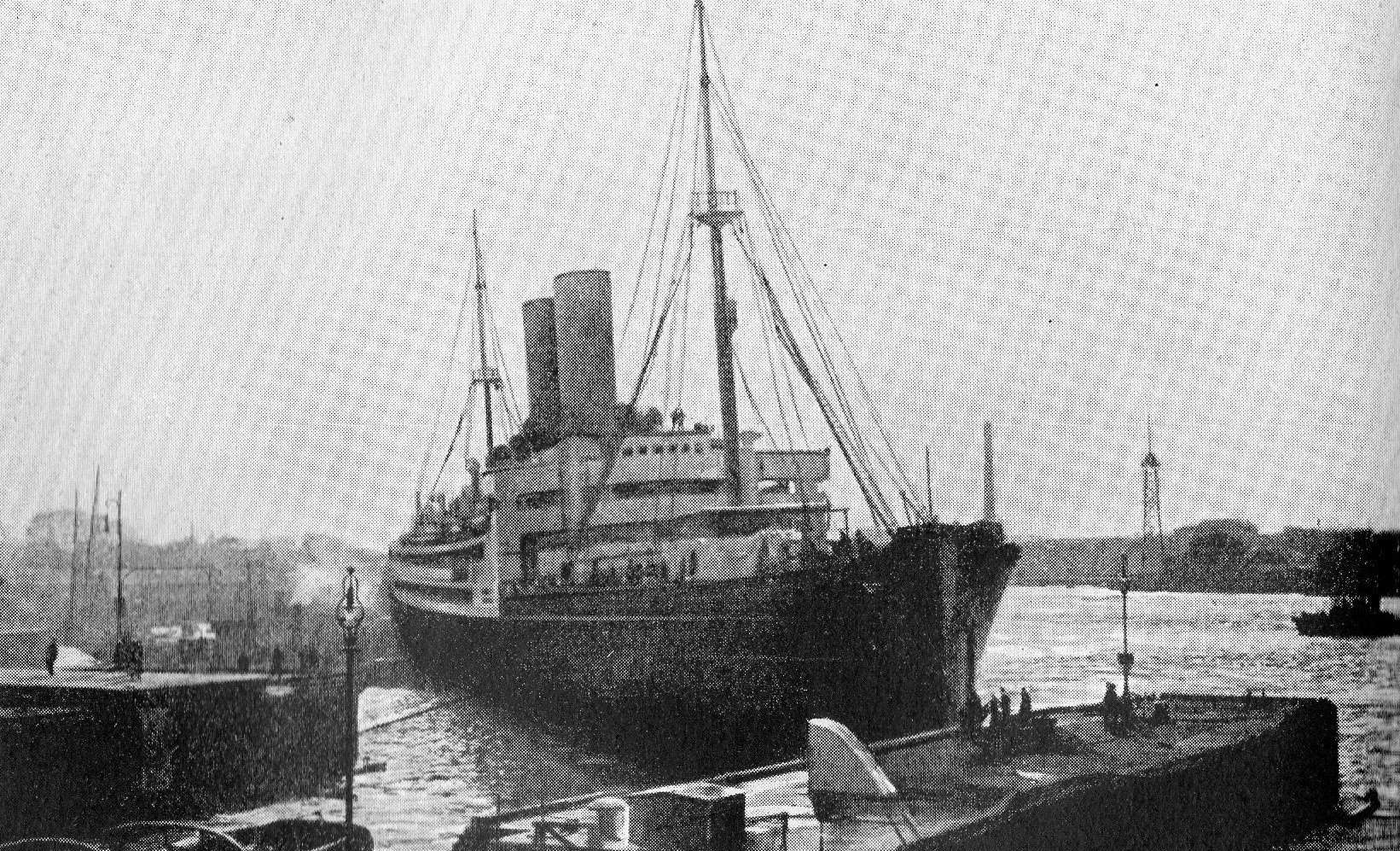
Hilfskreuzer Berlin

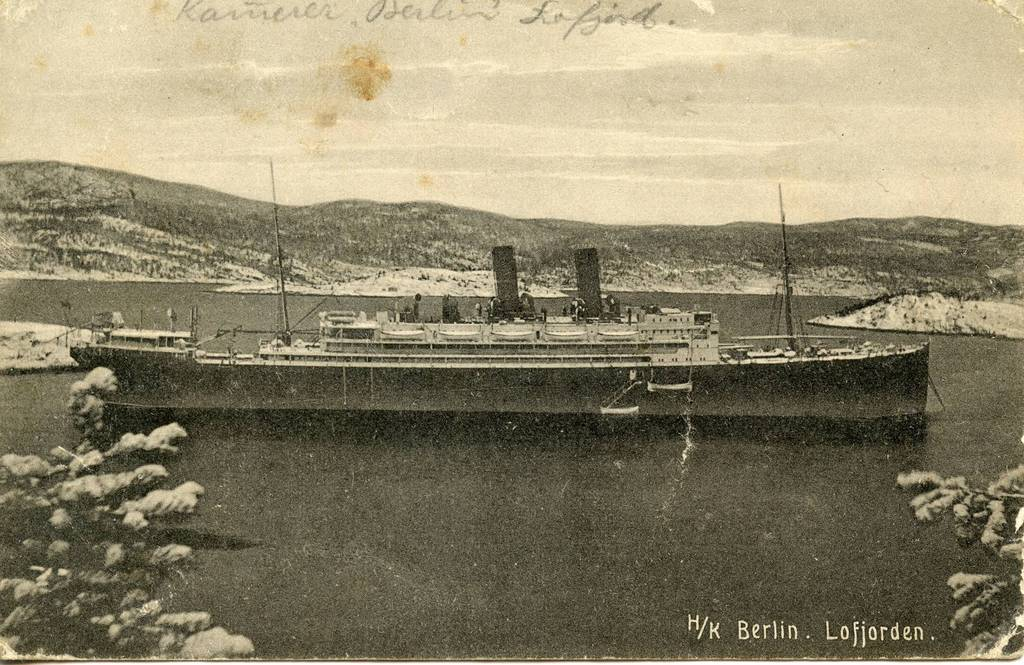
Die Berlin als Hilfskreuzer, in Norwegen interniert

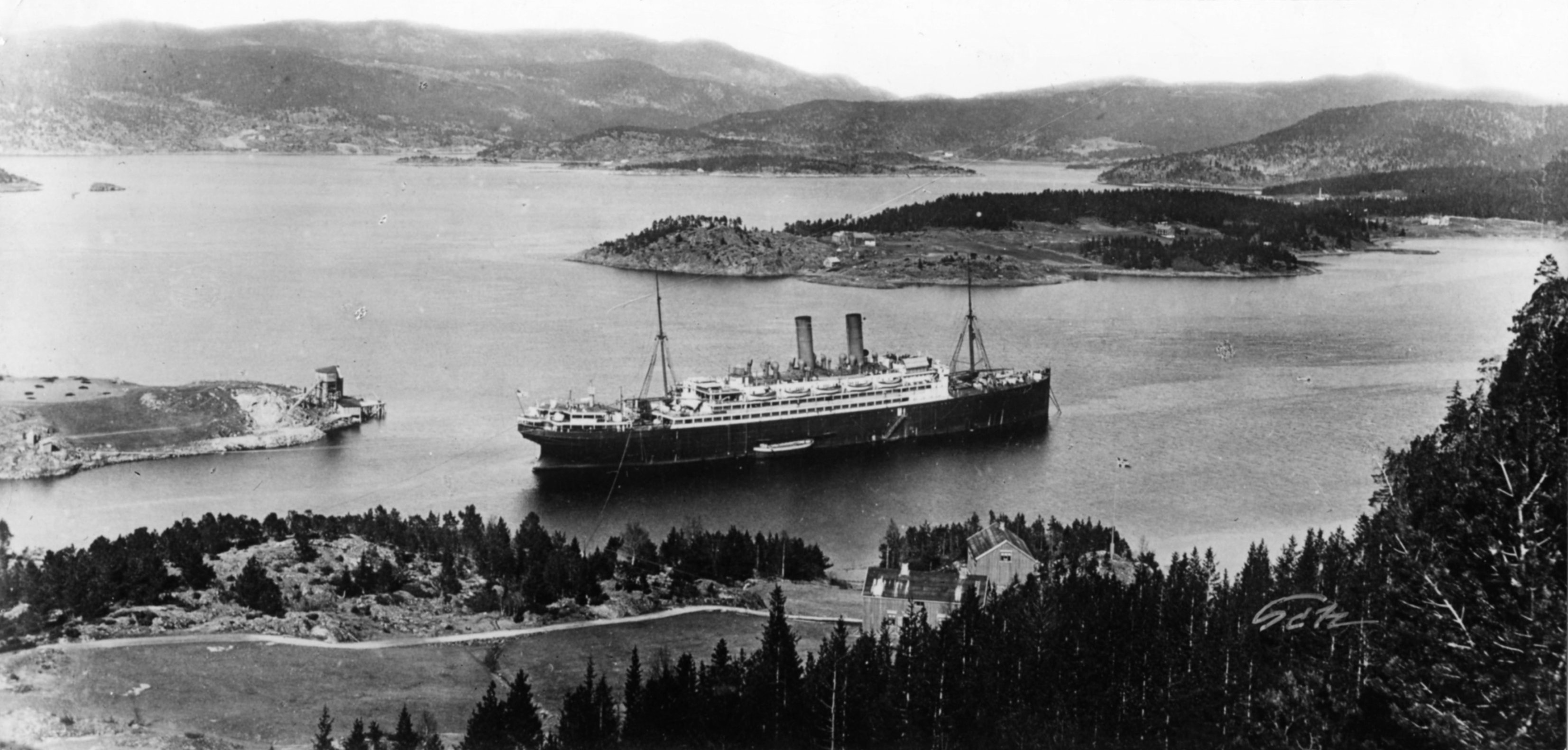
Der Hilfskreuzer Berlin, im Lofjord in Norwegen interniert

Nach Ausbruch des Ersten Weltkrieges wurde die Berlin am 18. September 1914 von der Kaiserlichen Marine beschlagnahmt und zum Hilfskreuzer C umgebaut. Sie wurde mit sechs 10,5-cm-Geschützen und vier 3,7-cm-Revolverkanonen bewaffnet und erhielt eine Ablaufbahn für Minen. In die Decks wurden 24 Bunkerlöcher geschnitten, um eine Kohlenübernahme auf See zu erleichtern. Am 21. September 1914 lief die Berlin zu ihrer ersten Unternehmung aus Bremerhaven aus, um die Zuwege nach Glasgow zu verminen und anschließend Handelskrieg zu führen. Doch Kapitän zur See Hans Pfundheller (1867–1940, 1910–1912 Kommandant des Kleinen Kreuzers Danzig) entschloss sich aufgrund der mondhellen Nächte schon am 22. September 1914 zur vorzeitigen Umkehr. Am 16. Oktober 1914 verließ die Berlin Wilhelmshaven, wieder unter dem Kommando Pfundhellers, mit 200 Minen an Bord. Getarnt als Calgarian der Allan Line sollte sie diesmal die Mündung des Flusses Clyde in Schottland verminen und dann Handelskrieg im Seeraum zwischen Island und Archangelsk führen. Sie erreichte das Mündungsgebiet des Clyde am 22. Oktober 1914, doch aufgrund der gelöschten Küstenbefeuerung legte Pfundheller die Minen nicht aus. Am 23. Oktober warf er sie stattdessen in der Nähe der Insel Turi nördlich von Irland auf einer Länge von zehn Seemeilen ab. Dann wandte er sich zu einer erfolglosen Kaperfahrt ins Nordmeer, da der starke Funkverkehr einen weiteren Vorstoß in den Nordatlantik zu gefährlich erscheinen ließ. Am 27. Oktober 1914 lief das britische Schlachtschiff Audacious in das Minenfeld der Berlin und sank nach einem Minentreffer. Die Besatzung wurde vollständig vom Passagierschiff Olympic gerettet, einem Schwesterschiff der Titanic, das zur Rettung quer durch das Minenfeld fuhr und dabei unbeschädigt blieb. Bereits am 26. Oktober 1914 war das britische Postschiff Manchester Commerce auf eine Mine der Berlin gefahren und ebenfalls gesunken. Die Minen der Berlin wurden erst im Herbst 1917 geräumt.
Wegen Brennstoffmangels musste die Berlin am 17. November 1914 Trondheim im neutralen Norwegen, anlaufen. Sie wurde zunächst in der Hommelvika-Bucht bei Hommelvik am Südrand des Stjørdalsfjord, einem östlichen Ausläufer Trondheimfjords, später im Lofjord interniert. Nach Kriegsende kehrte die Berlin im Juni 1919 zunächst nach Bremerhaven zurück. Doch am 13. Dezember 1919 erhielt Großbritannien das Schiff als Kriegsbeute.

## Einsatz unter fremder Flagge

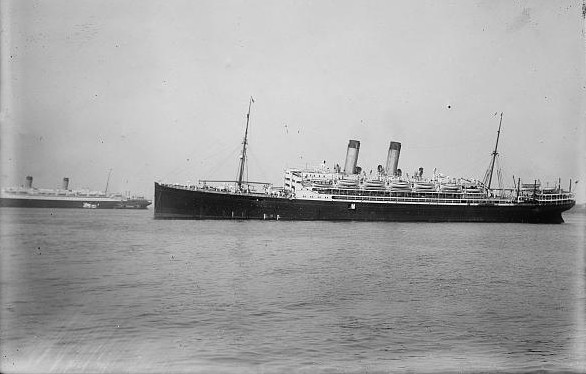
Die ehemalige Berlin als Arabic der White Star Line

Die Reederei P. & O. nutzte die Berlin zunächst als Truppentransporter nach Indien. Bereits im November 1920 wurde die White Star Line neuer Eigentümer. Es folgte ein Umbau in Portsmouth. Nun besaß die White Star Line das Schiff mit der größten Passagierkapazität, denn es fanden 3200 Passagiere Platz. Der Dampfer wurde Arabic getauft, um an die im Krieg gesunkene Arabic der White Star Line zu erinnern. Am 7. September 1921 trat das Schiff seine erste Nachkriegsreise von Southampton über Cherbourg nach New York an und wurde ab dem 20. September, nach dem Verlassen New Yorks, bis Oktober 1923 im Liniendienst New York – Boston – Mittelmeer (Neapel, Genua) eingesetzt. Anschließend wurde die Arabic zu einem Schiff mit einer Kabinenklasse (500 Plätze) und 1200 Plätze Dritter Klasse umgebaut. Am 16. August 1924 nahm der Dampfer einen neuen Dienstplan von Hamburg über Southampton, Cherbourg und Halifax nach New York auf. Ihre letzte Reise auf dieser Route begann am 11. Oktober 1926 in Hamburg. Anschließend stellte die White Star Line alle Passagierdienste ab Hamburg in die USA endgültig ein. Die Reederei hatte wie andere britische und amerikanische Gesellschaften in der Zeit nach dem Ersten Weltkrieg das sich nun bietende Geschäft mit Abfahrten aus Deutschland abgeschöpft, da die deutsche Handelsmarine nach schweren Verlusten, Zwangsabgaben und Verboten nur noch über eine dramatisch reduzierte Flotte verfügte. Mit dem Wiedererstarken der deutschen Reedereien konnten ausländische Gesellschaften nicht mehr mithalten.
Vom 29. Oktober 1926 bis 1930 wurde die Arabic der Antwerpener Reederei Red Star Line vertraglich überlassen. Diese belgische Gesellschaft setzte den Dampfer zwischen dem 30. Oktober 1926 und dem 27. Dezember 1929 auf der Linie Antwerpen – Cherbourg – Plymouth – New York ein. 1930 kehrte das Schiff zur Flotte der White Star Line zurück und erhielt erneut eine Passagiereinrichtung mit drei Klassen: 177 Kabinen-, 319 Touristen- und 823 Dritte-Klasse-Unterkünfte. Die Arabic wurde nun von Liverpool über Cobh nach New York eingesetzt und befuhr diese Route noch fünf Mal. Ihre letzte Reise trat sie am 16. Juli 1930 von New York nach Liverpool an, bevor sie im Dezember 1931 auf Abbruch nach Genua verkauft wurde.